# (73968) 1997 YQ4
1997 واي كيو 4 (ويعرف أيضًا باسم (73968) 1997 واي كيو 4 وفق تسمية الكوكب الصغير) (بالإنجليزية: 1997 YQ4)‏ هو كويكب ضمن حزام الكويكبات؛ وترتيبه 73968 من حيث الاكتشاف.
اكتُشف هذا الجُرم الفلكي بواسطة ناوتو ساتو في 24 ديسمبر 1997.

## وصلات خارجية
- (73968) 1997 YQ4 في قاعدة بيانات مختبر الدفع النفاث لأجرام النظام الشمسي الصغيرة

- الاكتشاف · مخطط المدار ·  العناصر المدارية · المعلمات المادية

- (73968) 1997 YQ4 على موقع ويكي سكاي: DSS2, SDSS, GALEX, IRAS, Hydrogen α, X-Ray, Astrophoto, Sky Map, Articles and images